# Shin’ya Yanadori
Shin’ya Yanadori (jap. 梁取 慎也, Yanadori Shin’ya; * 15. Dezember 1986 in Kushiro, Hokkaidō) ist ein japanischer Eishockeyspieler, der seit 2015 erneut bei den Nippon Paper Cranes aus der Asia League Ice Hockey unter Vertrag steht.

## Karriere
Shin’ya Yanadori begann mit dem Eishockey während seiner Grundschulzeit in Akan (heute Teil von Kushiro), wechselte dann zur Shōwa-Grundschule und später Tottori-Mittelschule in Kushiro. Anschließend besuchte er die mehr als 200 km entfernte zur Komazawa-Universität gehörende Oberschule in Tomakomai, die seit den 70er Jahren regelmäßig die nationalen Oberschulmeisterschaften gewinnt. Ab 2005 spielte er für die Meiji-Universität, bevor er 2009 zu den Nippon Paper Cranes in die Asia League Ice Hockey wechselte. 2014 konnte er mit seinem Team die Asia League gewinnen. Anschließend wechselte er nach Europa, wo er seither bei Esbjerg Energy in der dänischen Metal Ligaen auf dem Eis steht. Mit der Mannschaft von der Nordseeküste konnte er gleich in seinem ersten Jahr den Vizemeistertitel erringen. Doch bereits nach einem Jahr kehrte er zu den Paper Cranes zurück.

### International
Für Japan nahm Yanadori an den U18-Weltmeisterschaften der Division I 2003 und 2004 sowie den U20-Weltmeisterschaften der Division I 2004 und 2006 und der Division II 2005 teil.
Mit dem japanischen Herren-Team stand er erstmals bei der Weltmeisterschaft 2006 in der Division I auf dem Eis. Auch bei den Weltmeisterschaften 2008, 2010, 2012, 2013, 2014, 2015 und 2016 war er für Japan in der Division I aktiv. Bei den Winter-Asienspielen 2007 in Changchun gewann er mit seinem Team durch einen 3:2-Erfolg im entscheidenden Spiel der Finalrunde gegen Kasachstan den Titel. Vier Jahre später in Astana wurde das entscheidende Spiel gegen den gleichen Gegner mit 1:4 verloren, so dass es lediglich zur Silbermedaille reichte. Zudem nahm er im November 2012 an der Olympiaqualifikation für die Spiele 2014 in Sotschi teil. Die Japaner scheiterten jedoch bereits in der ersten Qualifikationsrunde trotz Heimvorteils – das Turnier fand in Nikkō statt – durch eine 1:2-Niederlage im entscheidenden Spiel gegen Großbritannien. Auch bei den Qualifikationen für die Winterspiele 2018 in Pyeongchang und 2022 in Peking scheiterte er mit der Mannschaft aus dem Land der aufgehenden Sonne.

## Erfolge und Auszeichnungen
- 2005 Aufstieg in die Division I bei der U20-Weltmeisterschaft der Division II, Gruppe A
- 2007 Asienmeister bei den Winter-Asienspielen
- 2011 Silbermedaille bei den Winter-Asienspielen
- 2014 Gewinn der Asia League Ice Hockey mit den Nippon Paper Cranes

## Asia-League-Statistik
(Stand: Ende der Saison 2019/20)